# Nüchternschmerz
Unter Nüchternschmerz oder Hungerschmerz versteht man einen starken Schmerz in der Gegend des oberen Bauchabschnittes. Er tritt meist circa vier Stunden nach der letzten Mahlzeit auf und  entsteht durch die Leere (entspricht der Nüchternheit) des Magens. 
Neben dem natürlichen Auftreten aufgrund von Hunger kann Nüchternschmerz auch als Symptom bei Erkrankungen des Verdauungstrakts auftreten, beispielsweise bei einem Zwölffingerdarmgeschwür.